# 阿勒勒市鎮
阿勒勒市鎮（丹麥語：Allerød Kommune）是丹麥的一個市鎮，位於西蘭島東北部。屬首都大区。面積67.44平方公里，2009年人口23,821人。行政中心为利勒勒。